# Verrucaria funckii
Verrucaria funckii är en lavart som först beskrevs av Kurt Sprengel, och fick sitt nu gällande namn av Alexander Zahlbruckner. Verrucaria funckii ingår i släktet Verrucaria och familjen Verrucariaceae.  Arten är reproducerande i Sverige. Inga underarter finns listade i Catalogue of Life.